# Épipactis à labelle étroit
Epipactis leptochila
Espèce
Statut de conservation UICN

 LC  : Préoccupation mineure
L'Épipactis à labelle étroit (Epipactis leptochila) est une espèce d'Orchidées du genre Epipactis.

## Répartition
On trouve l'espèce en Europe : Europe centrale (Autriche, Belgique, Tchécoslovaquie, Allemagne, Hongrie, Pays-Bas, Suisse), Europe du Nord (Danemark, Grande Bretagne), Europe du Sud (Grèce, Italie, Roumanie, ex-Yougoslavie), Europe de l'ouest (France, Espagne).

## Statut
L'espèce est protégée en Belgique. En France, elle est protégée en Alsace, en Lorraine et dans le Nord-Pas-de-Calais.